# Ərəbqədim
Ərəbqədim è un comune dell'Azerbaigian situato nel distretto di Qobustan. Conta una popolazione di 1 275 abitanti.